# Walther L. Bernecker
Walther Ludwig Bernecker (Dollnstein, 17 de julho de 1947) é um ex-professor de estudos internacionais em ciências econômicas e sociais da Universidade Friedrich-Alexander de Erlangen-Nuremberg.

## Carreira
Bernecker é autor de numerosas publicações sobre a história de Espanha, Portugal e de países latino-americanos. Desde sua tese de doutorado, "Anarquismo e Guerra Civil" (Anarchismus und Bürgerkrieg), acabou por desenvolver estudos nesta área, numa série de artigos com o tema anarquismo.
Em 2007 ele foi, por causa de suas excepcionais contribuições para o estudo da história espanhola e a difusão da língua espanhola, homenageado pelo rei Juan Carlos da Espanha com a Insígnia de Comendador da Ordem de Isabel a Católica. Em 2009, foi-lhe concedida a Cruz de Cavaleiro da Ordem do Mérito da República Federal da Alemanha. Desde 2011, é membro da Academia Europaea.
Bernecker é também:
- Presidente do Associação Alemã de Professores de Espanhol;
- Presidente do Conselho de Curadores do Instituto de Línguas estrangeiras e Estudos Culturais na Universidade de Erlangen-Nuremberg, Alemanha;
- Presidente do Conselho Consultivo Científico da "Associação para Encontros Interculturais" (Bonn);
- Vice-Presidente da "Economia e Sociedade e. V." (Erlangen).

## Escritos
- Bernecker, Walther L. (2006). Anarchismus und Bürgerkrieg : zur Geschichte der Sozialen Revolution in Spanien 1936-1939 (em alemão) Neuausg ed. Nettersheim: Graswurzelrevolution. ISBN 3939045039. OCLC 180062994
- Bernecker, Walther L. (1987). Industrie und Aussenhandel : zur politischen Ökonomie Mexikos im 19. Jahrhundert (em alemão). Saarbrücken: Breitenbach Publishers. ISBN 3881563881. OCLC 20562107
- Bernecker,, Walther L. (1990). Spanien-Lexikon : Wirtschaft, Politik, Kultur, Gesellschaft (em alemão). Munique: C.H. Beck. 528 páginas. ISBN 340634724X. OCLC 24248728
- Bernecker,, Walther L. (1991). Krieg in Spanien 1936-1939 (em alemão). Darmstadt: Wissenschaftliche Buchgesellschaft. 261 páginas. ISBN 3534080211. OCLC 26126328
- Bernecker, Walther L. (2005). Krieg in Spanien 1936-1939 (em alemão) 2. ed. Darmstadt: Wissenschaftliche Buchgesellschaft. 297 páginas. ISBN 3534190270. OCLC 62462349
- Bernecker, Walther L.; Patrick, Ernst (1996). Kleine Geschichte Haitis 🔗 (em alemão) 1. ed. Frankfurt am Main: Suhrkamp. 219 páginas. ISBN 351811994X. OCLC 37163484
- Bernecker, Walther L.; Brinkmann, Sören (17 de março de 2011). «Spanien - Zwischen Erinnerung und Zeitgeschichte - Spanien – Zwischen Erinnerung und Zeitgeschichte». docupedia.de (em alemão). Consultado em 23 de outubro de 2017
- Bernecker, Walther L.; Carlos, Collado-Seidel; Paul, Hoser (1999). Los reyes de España : dieciocho retratos históricos desde los Reyes Católicos hasta la actualidad (em espanhol) 1. ed. Madrid: Siglo Veintiuno Editores. 351 páginas. ISBN 8432309982. OCLC 43960972